# روزن‌پولکیان
روزن‌پولکیان (نام علمی: Porolepiformes) نام یک راسته از رده گوشتی‌بالگان است.